# منتصلة رضيخية حلقية
منتصلة رضيخية حلقية (الاسم العلمي: Achromobacter cycloclastes) هي نوع من البكتيريا، سلبية الغرام، تتبع المنتصلة.